# Lijst van pueblo's en indianenreservaten in New Mexico
Hieronder volgt een lijst van pueblo- en indianenreservaten gelegen in de staat New Mexico in de (Verenigde Staten). Pueblo's zijn historische gemeenschappen/nederzettingen met Mexicaanse en Spaanse invloeden met voornamelijk gebouwen van de grondstof klei, gekleurd in pastelteinten, veelal okergeel en wit.

## Indianenreservaten in New Mexico
Noordwest New Mexico
- Navajo Indianenreservaat

Midwest New Mexico
- Ramah Navajo Reservaat

Midnoord New Mexico
- Jicarilla Apache Indianenreservaat

Centraal New Mexico
- Canoncito Navajo Reservaat

Midzuid New Mexico
- Mescalero Apache Indianenreservaat

## Pueblos in New Mexico
Centraal-Noord New Mexico
- Taos Pueblo
- Picuris Pueblo
- Namble Pueblo
- Pojoaque Pueblo
- Tesuque Pueblo
- San Juan Pueblo
- Santa Clara Pueblo
- San Ildefonso Pueblo
- Cochiti Pueblo
- Santo Domingo Pueblo
- San Felipe Pueblo
- Sandia Pueblo
- Isleta Pueblo
- Jemez Pueblo
- Zia Pueblo
- Santa Ana Pueblo
- Laguna Pueblo
- Acoma Pueblo

West New Mexico
- Zuni Pueblo